# Neuhausen/Spree
Neuhausen/Spree (niedersorbisch Kopańce/Sprjewja) ist eine Gemeinde im Landkreis Spree-Neiße in Brandenburg.

## Geographie
Neuhausen liegt in der Niederlausitz südöstlich von Cottbus beiderseits der Spree. Die Ortsteile Bagenz, Gablenz, Groß Döbbern, Haasow, Komptendorf, Koppatz, Laubsdorf, Neuhausen und Roggosen zählen zum anerkannten Siedlungsgebiet der Sorben/Wenden.
Die Gemeinde grenzt im Norden an Cottbus, im Osten an Wiesengrund, im Süden an Spremberg und im Westen an Drebkau.

## Gemeindegliederung
Die Gemeinde Neuhausen/Spree hat folgende Orts- und bewohnten Gemeindeteile sowie Wohnplätze (Einwohnerzahlen zum 1. Januar 2025):
- Bagenz (niedersorbisch Bageńc) mit dem Gemeindeteil Kaminka (Kamjeńki); 277 Einwohner
- Drieschnitz-Kahsel (Drěžnica-Kózle) mit den Gemeindeteilen Drieschnitz (Drěžnica), Drieschnitz-Vorwerk (Drěžniski Forwark) und Kahsel (Kózle); 325 Einwohner
- Frauendorf (Dubrawka); 283 Einwohner
- Gablenz (Jabłoń) mit dem Wohnplatz Gablenzer Ausbau (Jabłońske Wutwaŕki); 162 Einwohner
- Groß Döbbern (Wjelike Dobrynje) mit dem Wohnplatz Kirschberg (Wišnjowa Góra); 489 Einwohner
- Groß Oßnig (Wjeliki Wóseńk) mit den Gemeindeteilen Harnischdorf (Harnišojce) und Roschitz (Roźic); 495 Einwohner
- Haasow (Hažow) mit den Wohnplätzen Haasower Ausbau (Hažojske Wutwaŕki) und Waidmannsruh (Gólnikojski Wótpócynk); 445 Einwohner
- Kathlow (Kótłow) mit den Wohnplätzen Alte Försterei (Stara Gólnikaŕnja) und Kathlower Mühle (Kótłojski Młyn); 121 Einwohner
- Klein Döbbern (Małe Dobrynje) mit den Gemeindeteilen Grenze (Granica) und Schäferberg (Šapaŕska Góra); 280 Einwohner
- Komptendorf (Górjenow); 415 Einwohner
- Koppatz (Kopac) mit dem Wohnplatz Koppatzer Ausbau (Kopacojske Wutwaŕki); 222 Einwohner
- Laubsdorf (Libanojce) mit dem Gemeindeteil Heideschenke (Gólna Kjarcma) und dem Wohnplatz Laubsdorfer Ausbau (Libanojske Wutwaŕki); 491 Einwohner
- Neuhausen (Kopańce) mit dem Gemeindeteil Bräsinchen (Brjazynka) und dem Wohnplatz Wolschina (Wólšyna); 360 Einwohner
- Roggosen (Rogozno); 233 Einwohner
- Sergen (Žargoń) mit dem Gemeindeteil Grüntal (Zeleny Doł); 355 Einwohner

## Geschichte
Die Gemeinde Neuhausen/Spree sollte nach dem Beschluss des „Zweiten Gesetzes zur landesweiten Gemeindegebietsreform betreffend die kreisfreie Stadt Cottbus und das Amt Neuhausen/Spree“ im Zuge der Kommunalreform in Brandenburg am 26. Oktober 2003 durch den Zusammenschluss der Gemeinden des damaligen Amtes Neuhausen/Spree mit Ausnahme der Gemeinden Gallinchen, Groß Gaglow und Kiekebusch (die nach Cottbus eingemeindet wurden) gebildet werden. Im März 2003 erklärte das Verfassungsgericht des Landes Brandenburg die beiden Absätze bezüglich der Bildung der Gemeinde Neuhausen/Spree und der Auflösung des Amtes für ungültig, da der Landkreis Spree-Neiße nach Auffassung des Gerichtes keine ordnungsgemäße Bürgeranhörung durchgeführt hatte. Am 26. Oktober 2003 wurden Gallinchen, Groß Gaglow und Kiekebusch nach Cottbus eingemeindet und somit aus dem Amt Neuhausen/Spree herausgelöst, alle anderen Gemeinden behielten darüber hinaus ihre Eigenständigkeit.
Im Juli 2004 legten die verbliebenen 15 Gemeinden einen neuen Fusionsvertrag vor, der vom Innenministerium des Landes Brandenburg genehmigt wurde. Die neue Großgemeinde Neuhausen/Spree entstand schließlich am 19. September 2004 durch den Zusammenschluss der Gemeinden Bagenz, Drieschnitz-Kahsel, Frauendorf, Gablenz, Groß Döbbern, Groß Oßnig, Haasow, Kathlow, Klein Döbbern, Komptendorf, Koppatz, Laubsdorf, Neuhausen, Roggosen und Sergen; das Amt Neuhausen/Spree wurde damit aufgelöst.
Verwaltungszugehörigkeit
Neuhausen und seine heutigen Ortsteile gehörten von 1817 bis 1952 zum Landkreis Cottbus (bis 1947 in der preußischen Provinz Brandenburg, von 1947 bis 1952 im Land Brandenburg). Von 1952 zur Wiedervereinigung waren die Orte Teil des Kreises Cottbus-Land im DDR-Bezirk Cottbus und danach des Landkreises Cottbus in Brandenburg. Seit der Kreisreform 1993 liegen sie im Landkreis Spree-Neiße.

## Bevölkerungsentwicklung
| Jahr | Einwohner |
| ---- | --------- |
| 1875 | 171       |
| 1890 | 364       |
| 1910 | 307       |
| 1925 | 381       |
| 1933 | 424       |
| 1939 | 548       |

| Jahr | Einwohner |
| ---- | --------- |
| 1946 | 431       |
| 1950 | 432       |
| 1964 | 444       |
| 1971 | 407       |
| 1981 | 422       |
| 1985 | 378       |

| Jahr | Einwohner |
| ---- | --------- |
| 1990 | 0363      |
| 1995 | 0410      |
| 2000 | 0417      |
| 2005 | 5723      |
| 2010 | 5237      |
| 2015 | 4997      |

| Jahr | Einwohner |
| ---- | --------- |
| 2020 | 4967      |
| 2021 | 4950      |
| 2022 | 4864      |
| 2023 | 4837      |
| 2024 | 4814      |

Gebietsstand des jeweiligen Jahres, Einwohnerzahl: Stand 31. Dezember (ab 1991), von 2011 bis 2021 auf Basis des Zensus 2011, ab 2022 auf Basis des Zensus 2022
Die Zunahme der Einwohnerzahl 2005 ist auf den Zusammenschluss von 15 Gemeinden zur neuen Gemeinde Neuhausen im Jahr 2004 zurückzuführen.

## Politik

### Gemeindevertretung
Die Gemeindevertretung von Neuhausen besteht aus 16 Gemeindevertretern und dem hauptamtlichen Bürgermeister. Die Kommunalwahl am 9. Juni 2024 führte zu folgendem Ergebnis:
| Partei / Wählergruppe                           | Ergebnis 2024 | Sitze 2024 |        | Ergebnis 2019 | Sitze 2019 | Ergebnis 2014 | Sitze 2014 | Ergebnis 2008 | Sitze 2008 |
| ----------------------------------------------- | ------------- | ---------- | ------ | ------------- | ---------- | ------------- | ---------- | ------------- | ---------- |
| AfD 1                                           | 22,2 %        | 4          | –      | –             | –          | –             | –          | –             |            |
| CDU                                             | 09,7 %        | 2          | 12,6 % | 2             | 13,9 %     | 2             | 12,6 %     | 2             |            |
| Wählergruppe Ortsteil Groß Döbbern              | 09,5 %        | 1          | 09,0 % | 1             | 08,5 %     | 2             | –          | –             |            |
| Wählergruppe für Gesundheit, Kultur und Sport   | 09,1 %        | 1          | 09,1 % | 1             | 08,1 %     | 1             | 06,7 %     | 1             |            |
| Wählerliste Frauendorf/Koppatz                  | 08,9 %        | 1          | 09,7 % | 2             | 10,7 %     | 2             | 07,9 %     | 1             |            |
| Wählergruppe Freunde des Brandschutzes          | 06,7 %        | 1          | 08,5 % | 1             | 08,4 %     | 1             | 12,9 %     | 2             |            |
| Freie Wählergemeinschaft                        | 06,2 %        | 1          | 05,9 % | 1             | 04,2 %     | 1             | 02,4 %     | 1             |            |
| Wählergruppe Ortsteil Groß Oßnig                | 05,6 %        | 1          | 08,3 % | 1             | 07,2 %     | 1             | 07,6 %     | 1             |            |
| Wählergruppe Landwirtschaft und Umwelt          | 05,5 %        | 1          | 06,2 % | 1             | –          | –             | –          | –             |            |
| Wählergruppe Freunde der Feuerwehr              | 04,9 %        | 1          | 06,4 % | 1             | 03,4 %     | 1             | 05,0 %     | 1             |            |
| Bündnis 90/Die Grünen                           | 04,6 %        | 1          | –      | –             | –          | –             | –          | –             |            |
| Bürgerkraft JUNG und ALT Neuhausen/Spree        | 03,8 %        | 1          | –      | –             | –          | –             | –          | –             |            |
| Wählergruppe für Jugend und Sport               | 02,5 %        | –          | 04,4 % | 1             | 05,4 %     | 1             | 11,4 %     | 2             |            |
| Einzelbewerber Lutz Senkel                      | 00,9 %        | –          | –      | –             | –          | –             | –          | –             |            |
| Wählergruppe NEUhausen                          | –             | –          | 06,8 % | 1             | –          | –             | –          | –             |            |
| Bürgervertretung Laubsdorf                      | –             | –          | 06,0 % | 1             | 05,7 %     | 1             | 11,0 %     | 2             |            |
| Einzelbewerber Dirk Mischke 2                   | –             | –          | 03,2 % | 1             | –          | –             | –          | –             |            |
| Die Linke                                       | –             | –          | –      | –             | 08,1 %     | 1             | 09,9 %     | 2             |            |
| Wählergruppe Tradition und Zukunft Neuhausen    | –             | –          | –      | –             | 06,1 %     | 1             | –          | –             |            |
| Einzelbewerber Schelzke                         | –             | –          | –      | –             | 04,3 %     | 1             | 03,3 %     | 1             |            |
| Jagdgenossenschaft der Gemeinde Neuhausen/Spree | –             | –          | –      | –             | 03,0 %     | 1             | 04,2 %     | 1             |            |
| Piratenpartei                                   | –             | –          | –      | –             | 01,7 %     | –             | –          | –             |            |
| FDP                                             | –             | –          | –      | –             | 00,9 %     | –             | –          | –             |            |
| DSU                                             | –             | –          | –      | –             | 00,4 %     | –             | –          | –             |            |
| SPD                                             | –             | –          | –      | –             | –          | –             | 03,0 %     | 1             |            |
| Einzelbewerber Hübner                           | –             | –          | –      | –             | –          | –             | 02,1 %     | –             |            |
| Wahlbeteiligung                                 | 78,5 %        | 78,5 %     | 73,6 % | 73,6 %        | 62,2 %     | 62,2 %        | 64,3 %     | 64,3 %        |            |

### Bürgermeister
- seit 2004: Dieter Perko (CDU)

Nach der Gemeindeneugliederung 2004 wurde Dieter Perko zum ersten hauptamtlichen Bürgermeister gewählt. In der Bürgermeisterwahl am 20. September 2020 wurde er mit 63,7 % der gültigen Stimmen für weitere acht Jahre in seinem Amt bestätigt.

### Wappen und Flagge

Hissflagge

Das Wappen wurde am 16. November 2004 genehmigt.
Blasonierung: „Geviert von Blau und Silber; Feld 1: eine schräglinks fliegende natürliche Schwalbe, Feld 2 und 3: vier rote Wellenbalken, Feld 4: ein rot-bewehrter silberner Storch.“
Die Flagge der Gemeinde zeigt laut Hauptsatzung das Wappen auf drei Querstreifen in den Farben Blau-Weiß-Rot, die die Lage an der Spree und die Zugehörigkeit zum Land Brandenburg symbolisieren.

### Gemeindepartnerschaften
Die Gemeinde Neuhausen/Spree unterhält Partnerschaften mit den polnischen Landgemeinden Zielona Góra und Żary sowie zur Gemeinde Bayanga in der Zentralafrikanischen Republik.

## Sehenswürdigkeiten

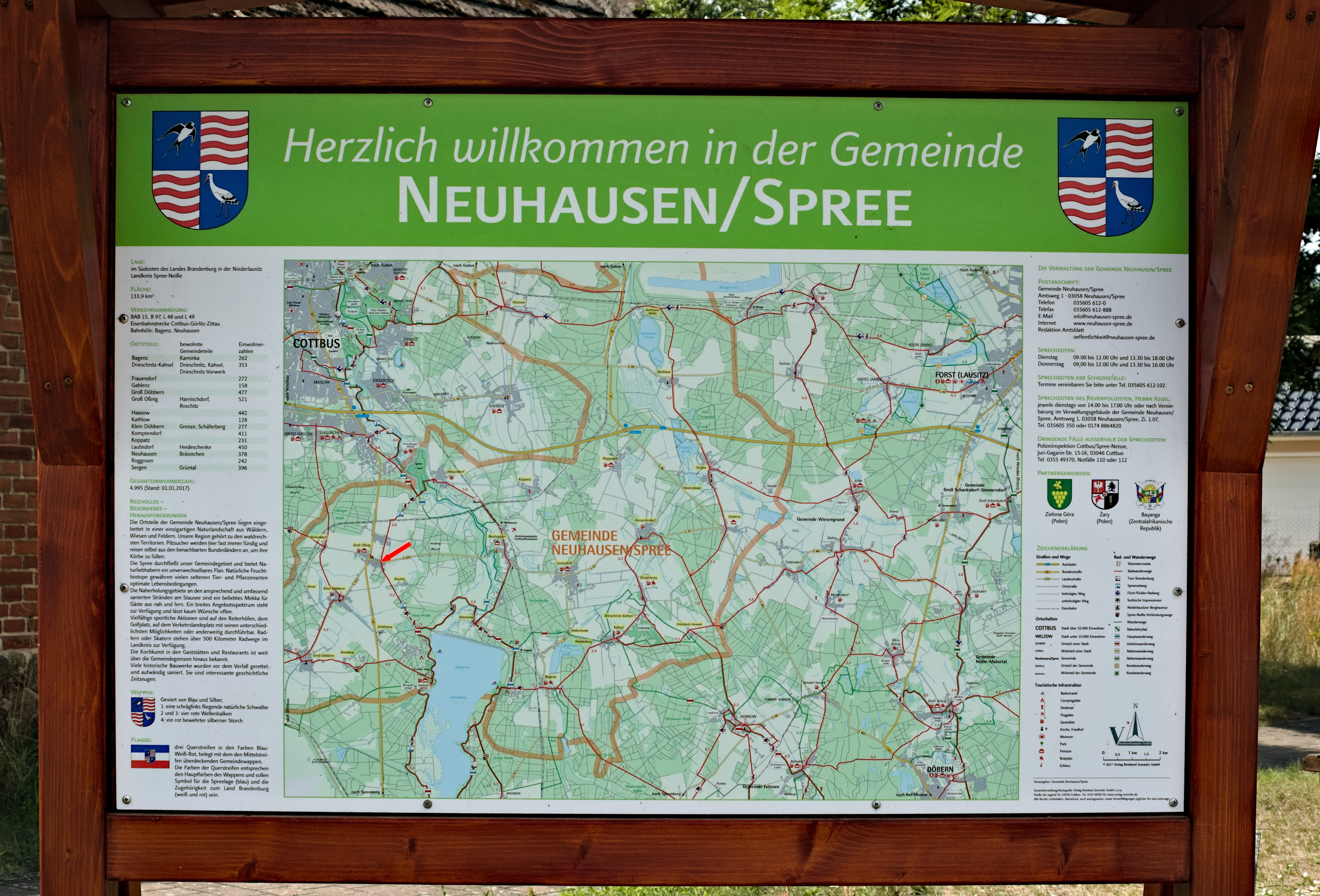
Wander- und Radwege in der Gemeinde

In der Liste der Baudenkmale in Neuhausen/Spree und in der Liste der Bodendenkmale in Neuhausen/Spree stehen die in der Denkmalliste des Landes Brandenburg eingetragenen Denkmale.
- Talsperre Spremberg

## Verkehr

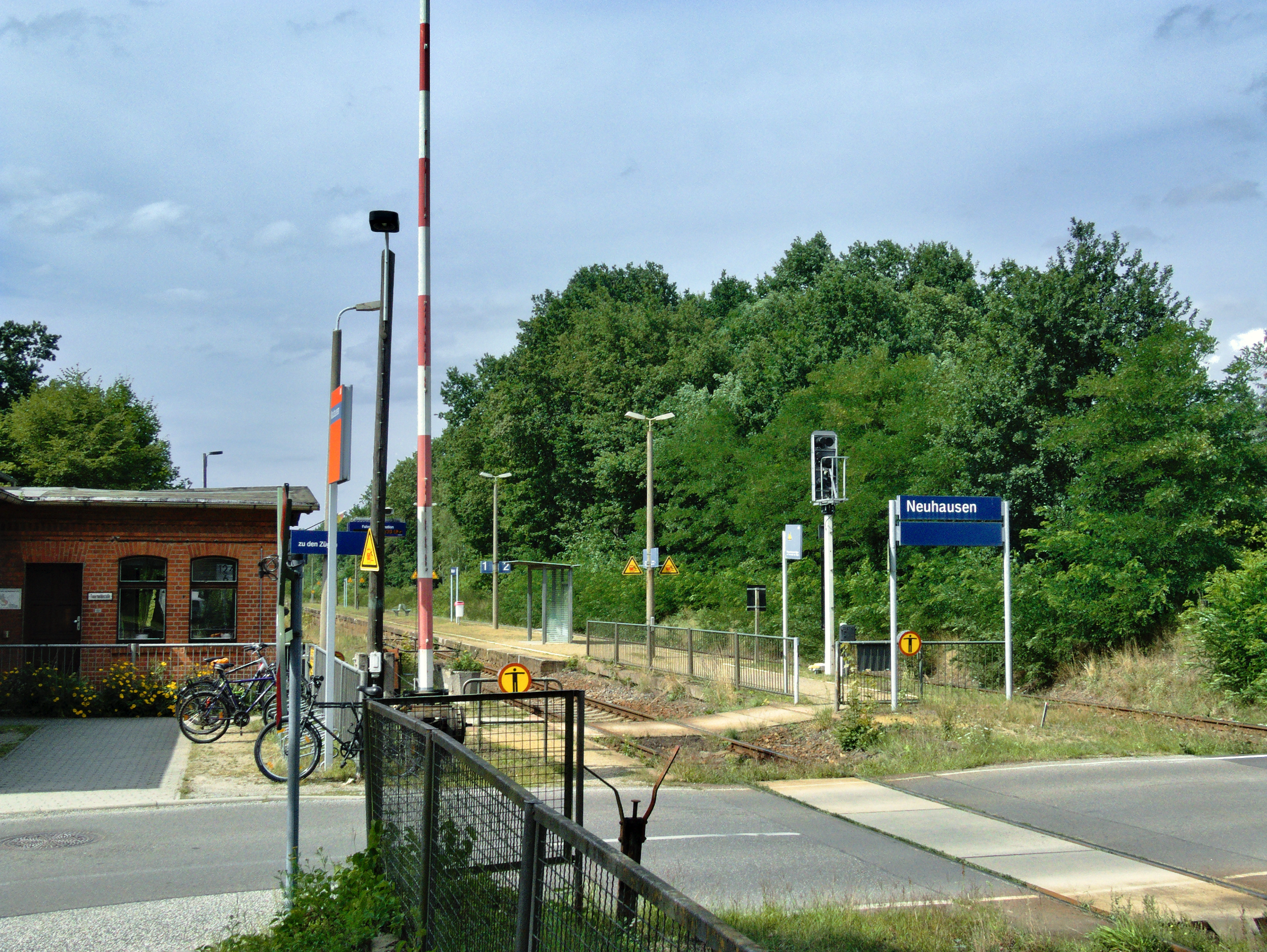
Haltepunkt Neuhausen (b Cottbus)

Die Haltepunkte Neuhausen (b Cottbus) und Bagenz an der Bahnstrecke Berlin–Görlitz werden durch die Linie RB 65 (Cottbus–Zittau) bedient.
Neuhausen/Spree liegt an der Bundesstraße 97 zwischen Cottbus und Spremberg sowie an der Landesstraße L 47 zwischen dem Ortsteil Kathlow und Spremberg. Die Bundesautobahn 15 (Dreieck Spreewald–polnische Grenze) mit der Anschlussstelle Roggosen durchquert das Gemeindegebiet.
Der Flugplatz Cottbus-Neuhausen („EDAP“, 1080 m × 40 m, 11/29, Graspiste) liegt auf dem Gebiet der Gemeinde.

## Söhne und Töchter der Gemeinde
- Paul Bronisch (1904–1989), Bildhauer, geboren in Komptendorf
- Siegfried Moerchel (1918–2002), Arzt und Politiker (CDU), geboren in Bagenz
- Eckhard Schneider (1943–2022), Kunsthistoriker und Museumsleiter, geboren in Koppatz
- Ronny Ziesmer (* 1979), Turner, geboren in Groß Oßnig